# Vechte
Vechte (nizozemsky Overijsselse Vecht) je řeka v Německu (Severní Porýní-Vestfálsko, Dolní Sasko) a v Nizozemsku (Overijssel). Je 167 km dlouhá, z toho asi 60 km na nizozemském území. Plocha povodí měří 3800 km².

## Průběh toku
Pramení mezi Coesfeldem a Münsterem, vlévá se do řeky Zwarte Water v nadmořské výšce 34 m. Ta poté ústí po přibližně 10 km do jezera Ijsselmeer, a tak patří k povodí Rýnu.

### Přítoky
- Gauxbach a Steinfurter Aa (Severní Porýní-Vestfálsko)
- Eileringsbecke, Dinkel, Lee, Haselargraben (Dolní Sasko)
- Regge (Nizozemsko)

### Kanály

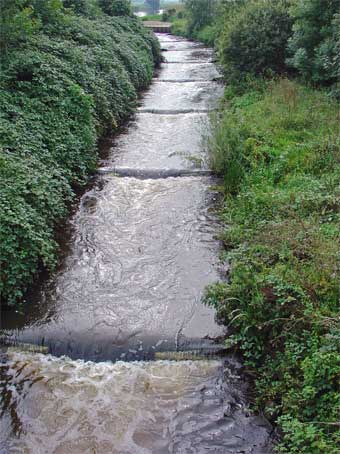
Rybí přechod na Overijsselse Vecht u Ommenu

Na území města Nordhornu prochází řeka umělým jezerem (Vechtesee, 22 ha) a za ním odbočují 3 kanály:
- Süd-Nord-Kanal (na sever)
- Ems-Vechte-Kanal (na východ)
- Nordhorn-Almelo Kanal (na západ)

## Vodní režim
Průtok vody u ústí se pohybuje v rozmezí 45 až 83 m³/s, průměrný spád je 2 ‰. Řeka má dostatek vody po celý rok.

## Využití

### Lodní doprava
Řeka je splavněna pomocí zdymadel a vodní doprava je možná mezi německým Nordhornem a ústím v Nizozemsku. K dopravě se však využívala jen do začátku 19. století (na tzv. zompen, člunech stavěných pro nízký stav vody), potom byla z ekonomických důvodů zastavena, podobně jako (asi o 100 let později) doprava na kanálech.

### Jakost vody
Do řeky se svádí voda od asi 20 komunálních a průmyslových čističek (2 výrobny bramborového škrobu) a voda je ekologicky zatížena chemikáliemi odplavovanými ze zemědělské půdy, takže obzvlášť v letních měsících klesá obsah kyslíku místy pod 2 mg/l. Na německé straně je řeka hodnocena jako mírně až kriticky zatížená, nizozemská část je průměrně v lepším stavu, kontrolní metody obou států však nejsou přímo srovnatelné.

### Sídliště na povodí
(nad 5 000 obyvatel): 
- Metelen, Wettringen (Severní Porýní-Vestfálsko)
- Schüttorf, Nordhorn, Neuenhaus, Emlichheim (Dolní Sasko)
- Hardenberg, Ommen, Dalfsen, Zwolle (Nizozemsko)